# Spalla (attore)
(Vincenzo Cerami,  Lectio magistralis – I laboratori del comico)
Spalla è un termine gergale del mondo dello spettacolo, in particolare di quello del teatro, che definisce un attore, spesso con funzioni di coprotagonista, che accompagna e porge le battute al personaggio principale, dando così colore e rilievo alla scena rappresentata.

## Storia del termine e significato
Il termine proviene probabilmente dallo spettacolo circense  - o dalle compagnie di giro dei guitti del passato - nel quale uno dei saltimbanchi porge materialmente al compagno la propria spalla e nello stesso tempo dà un contraccolpo per permettere all'altro di prendere slancio e di eseguire al meglio il suo esercizio acrobatico.
Il ruolo dell'attore di spalla è molto importante nel teatro comico poiché contribuisce al giusto ritmo e all'esaltazione della battuta del personaggio protagonista. Senza la battuta stimolante della spalla la risposta del protagonista potrebbe rimanere sbiadita e non essere colta dal pubblico.
La bravura della spalla consiste non solo nel cogliere il giusto tempo del ritmo del dialogo comico ma spesso nel saper prevenire, indovinare ed accompagnare l'estro del protagonista quando recita "a soggetto", quando cioè le battute non siano previste dal copione, che quasi viene riscritto sul momento, all'impronta, dai due attori.

## Dalla "spalla" alla "coppia"
Se le doti interpretative dei due attori poi sono alla pari, accade che il ruolo della spalla venga assunto alternativamente da ognuno dei due che danno vita così una "coppia" dove scompare il ruolo subordinato della spalla.

Nella coppia formatasi però contano molto i rapporti personali dei due attori che, se hanno caratteri contrastanti, talora mettono fine al lavoro in comune per separarsi e continuare ognuno per conto proprio, spesso illudendosi di mantenere lo stesso successo presso quel pubblico ormai abituato a considerarli insieme. Più rari, ma non assenti, i casi in cui uno dei due membri della coppia riesce invece ad affermarsi autonomamente in ruoli anche molto diversi da quelli praticati fino ad allora. 

Per le differenze di carattere e per le ambizioni di carriera possono nascere dalla separazione di una coppia dello spettacolo anche situazioni drammatiche di veri e propri scontri personali trasferiti dalla scena alla vita reale.

Non a caso commedie e drammi teatrali hanno trattato questo tema come ad esempio l'opera di Neil Simon "I ragazzi irresistibili" o il testo teatrale di Vincenzo Cerami, Il comico e la spalla.

## I "tormentoni"

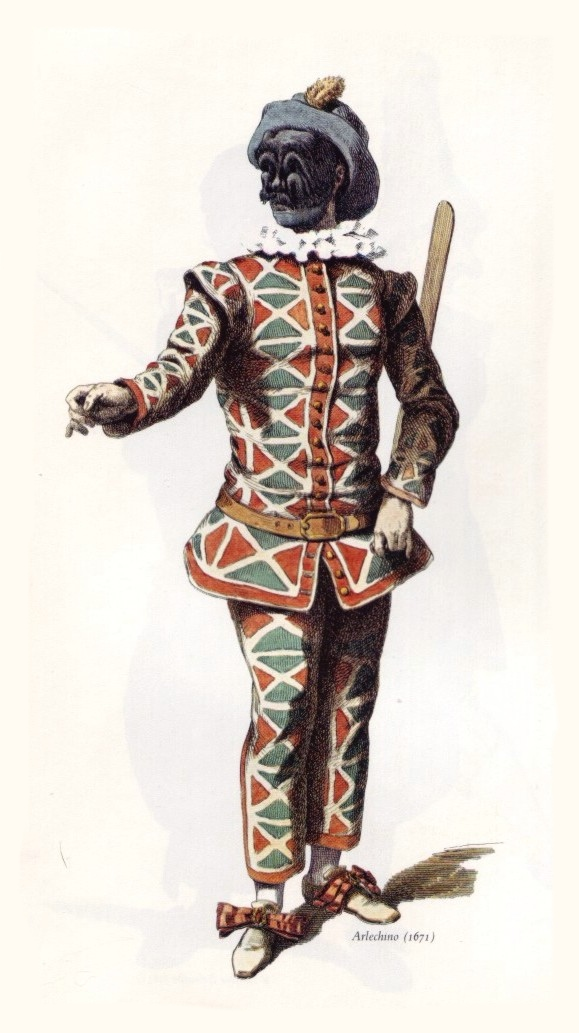
Maschera di Arlecchino

La parte della spalla viene spesso ricoperta dai cosiddetti
attori caratteristi che esprimono sulla scena ruoli per così dire standardizzati, ma non per questo meno importanti, che si ispirano al loro "carattere" di scena.
Questi forse possono essere considerati gli eredi di quel teatro della commedia dell'arte dove i personaggi ricoprivano dei ruoli fissi rappresentati sulla scena con una "maschera".
Sebbene essi siano considerati attori di secondo piano spesso sono maggiormente ricordati dal pubblico proprio perché ripetono nel racconto scenico le stesse situazioni del loro personaggio che non mutano nelle diverse rappresentazioni. Si creano così
i cosiddetti "tormentoni", la ripetizione continua cioè di certe particolari battute: un espediente questo voluto dall'attore che in questo modo richiama e mantiene vivo se stesso nel ricordo del pubblico.
Esempi di tormentoni famosi sono numerosi nella storia dello spettacolo sia da parte delle "spalle" o degli attori primari. Solo per citarne alcuni si pensi ad esempio al «Vieni avanti cretino!» dei Fratelli De Rege, divenuto quasi un marchio che introduceva la scenetta comica. Oppure, nel cinema, la frase «A ggente» che pronunziava Tina Pica con voce da basso tenore, per indicare l'origine di maldicenze o pettegolezzi popolari oppure i numerosi giochi di parole e frasi fatte, spesso storpiate, o espressioni corrette ma pronunciate in un contesto sbagliato, che costituivano il repertorio di Totò.

## Le "spalle" dello spettacolo italiano
L'elenco che segue, con accennati i ruoli di spalla, di attori non più viventi, rimasti famosi nella memoria del pubblico, non vuole essere esaustivo ma, sinteticamente limitato a quelli più conosciuti in Italia, specificatamente a quelli operanti nella seconda metà del XX secolo; si vuole cioè dare una serie di esempi dei tipi di spalla nelle sue varie accezioni tralasciando volutamente quelli del cinema internazionale, soprattutto americano, che ha avuto "spalle" altrettanto celebri.

### I Fratelli De Rege
La prima spalla da considerare in ordine di tempo  è quella dei Fratelli De Rege, Guido (Caserta 1891 - Milano 1945) e Giorgio (Caserta 1894 - Torino 1948), che fu famosa sulle tavole del palcoscenico dell'avanspettacolo negli anni precedenti il dopoguerra italiano. Guido De Rege (Bebè) fu quello che si assunse il ruolo di spalla del fratello minore Giorgio (Ciccio); questi, truccato con un enorme naso di cartone ed esprimendosi a stento balbettando, diceva frasi sconclusionate che dovevano essere interpretate con grande difficoltà dalla spalla, che tra insulti ed improperi, alla fine riusciva a capirle e a dar loro un significato sensato. Il dialogo tra i due, nel corso della gag diveniva sempre più surreale fino alla conclusione di Bebè che esausto per lo sforzo di capire, toccando la spalla del compagno, annunziava: «Noi ce ne andiamo via».

### Carlo Campanini
Lo sketch dei Fratelli De Rege fu riproposto con grande successo in televisione da Walter Chiari e Carlo Campanini, (Torino, 5 ottobre 1906 – Roma, 20 novembre 1984) altra celebre spalla rimasta famosa anche per la scenetta del "Sarchiapone": nato come breve intermezzo tra i numeri di avanspettacolo e dilatatosi successivamente fino a diventare un tormentone della durata di più di un'ora, riproposto in versioni sempre diverse e presentato più volte anche in televisione.

Negli anni cinquanta, Carlo Campanini continuò a mietere consensi sia di pubblico che di critica, ma l'industria del cinema si limitò ad utilizzarlo nel suo ruolo di caratterista riproponendo situazioni e personaggi già felicemente sperimentati in teatro.
Caratteristico del personaggio interpretato da Campanini era la sua ingenuità e una certa timidezza accompagnata da un modo di parlare, quasi balbettante, con un lieve accento piemontese,  nel quale le parole sembravano masticate mentre il suo volto si allargava in un sorriso bonario o altrimenti corrucciato ed irritato.

### Tina Pica
Tina Pica (Napoli, 31 marzo 1884 – Napoli, 16 luglio 1968), ha iniziato la sua carriera nel teatro di Eduardo e nel cinema con ruoli secondari fino a quando, a 69 anni, il film Pane, amore e fantasia (1953), la conferma definitivamente come spalla caratterista con il personaggio di Caramella, una domestica materna ma anche scorbutica e un po' bigotta. Da allora riproporrà il suo personaggio in Pane, amore e gelosia (1954), Pane, amore e... (1955), principalmente come spalla di Vittorio De Sica ma anche di Alberto Sordi in Buonanotte... avvocato (1955) e di Totò in, Destinazione Piovarolo (1955). Divenuta nota al grande pubblico le saranno assegnate parti da protagonista anche in film di secondo piano.

### Mario Castellani
Mario Castellani (Roma, 2 luglio 1906 – Roma, 26 aprile 1978) può essere considerato la "spalla" per antonomasia dello spettacolo italiano. Egli ha accompagnato tutta la carriera di Totò rimanendo in ombra sino all'ultimo. Il suo personaggio, pieno di una certa considerazione di sé ma anche condiscendente,  consisteva soprattutto nel sopportare gli stravaganti ed irritanti comportamenti di Totò che lo smontava e metteva in difficoltà. Totò talora lo metteva alla prova sul set improvvisando battute non in copione a cui però la spalla rispondeva prontamente ed efficacemente.. Quando Totò divenne quasi cieco, Castellani lo aiutò letteralmente a muoversi sui vari set cinematografici.

### Mario Carotenuto
Mario Carotenuto (Roma, 29 giugno 1915 – Roma, 14 aprile 1995). Sempre presente nei film che hanno fatto grande la commedia all'italiana, la sua popolarità nasce con il film Poveri ma belli dove assume il ruolo, che lo caratterizzerà nel prosieguo della sua carriera, del romano intrallazzatore e scansafatiche o dell'avvocato di cui c'è poco da fidarsi (Febbre da cavallo, Lo scopone scientifico).

Un personaggio il suo dove si mescolano toni di strafottenza e vanagloria romana, di esibito amore per le donne ma anche di simpatia per gli stratagemmi inventati per vivere senza lavorare.

Negli ultimi anni della sua carriera sempre nel suo ruolo di ormai stagionato ma sempre appassionato tombeur de femmes,  accettò di lavorare in film della commedia sexy all'italiana.

### Gianni Agus
Gianni Agus (Cagliari, 17 agosto 1917 – Roma, 4 marzo 1994) è stato un attore dello spettacolo italiano.
Nome storico del teatro di rivista italiano, ha preso parte a commedie di grandi autori come Garinei e Giovannini e che avevano come interpreti noti personaggi dello spettacolo musicale come Renato Rascel e Wanda Osiris. Ha lavorato molto sia in radio che in televisione dove il grande pubblico cominciò a conoscerlo ed apprezzarlo come spalla di comici,  in modo particolare di Paolo Villaggio con cui Agus interpretava il ruolo del capoufficio di Fracchia. La sua maschera rappresentava un personaggio che da una situazione di pacatezza assurgeva a toni sempre più tempestosi e travolgenti nei confronti del tapino di turno. La sua figura di modesta altezza e rotondetta, con un accento tipicamente sardo e con movenze a scatti accentuava le scenette dove il volto inizialmente bonario e pacioso di Agus si stravolgeva in un'ira leonina. Lo stesso ruolo ha conservato nel cinema partecipando a numerose commedie all'italiana.

### Franco Fabrizi
Franco Fabrizi (Cortemaggiore, 15 febbraio 1926 - 18 ottobre 1995), attore cinematografico, teatrale e televisivo,  impersonò con efficacia il personaggio del rubacuori di provincia, cinico ma affascinante, inaffidabile ma seduttivo, in molti film firmati da registi come Federico Fellini, Michelangelo Antonioni, Pietro Germi e Luigi Zampa nei quali riusciva a creare un equilibrio, sul filo dell'ironia tra accenti comici e drammatici.

Fabrizi era un attore di bella presenza, una sorta di Cary Grant all'italiana, ma sul grande schermo non ebbe mai l'occasione di interpretare ruoli da primattore pur avendone le doti interpretative. Franco Fabrizi è un esempio di come un caratterista rimanga così legato alla sua maschera con il ruolo di spalla da non potersene liberare più: anche nei film infatti nei quali pure ricoprì ruoli principali e di co-protagonista, rimase sempre legato al cliché dello sbruffone un po' vigliacco, tendenzialmente profittatore di donne e situazioni come in Un maledetto imbroglio di Germi o l'infantile e infedele marito bugiardo de I vitelloni di Fellini.

Tra le sue interpretazioni più significative, negli anni sessanta, quella in Una vita difficile (1961) di Dino Risi, eccellente spalla di Alberto Sordi.

### Carlo Pisacane
Carlo Pisacane (Napoli, 1891 – Roma, 1974) sebbene avesse già lavorato in diversi film tra i quali Paisà di Roberto Rossellini del 1946, la notorietà cinematografica arriva piuttosto tardi, solo nel 1957 quando il regista Mario Monicelli gli affida il ruolo del mitico Capannelle, il famelico vecchietto bolognese nella sgangherata banda criminale de I soliti ignoti. Il nomignolo del simpatico personaggio che riprende il nome di un ippodromo romano, gli veniva dall'indossare una improbabile e rappezzata tenuta da fantino. Il soprannome gli resterà incollato per tutto il resto della carriera artistica al punto che comparirà nei crediti di alcune pellicole al posto del suo vero nome e sarà proprio come Capannelle che verrà ricordato presso il grande pubblico. Il suo personaggio è la figura di un disgraziato invecchiato che ha vissuto un ruolo secondario nella vita e finanche nella sua attività di ladro dove gli si assegnerà, anche qui, la parte secondaria del palo. Un emarginato, come l'ebreo Abacuc, de L'armata Brancaleone, che ispira però per la sua fragilità sentimenti di protezione e affetto.

### Franco Lechner
Bombolo (Roma, 1º gennaio 1932 – Roma, 21 agosto 1987) rappresenta bene l'esempio della tipica spalla di secondaria importanza di altri attori comici come Tomas Milian e Pippo Franco. Interpretò sempre e soltanto lo stesso personaggio con gag basate principalmente sulla fisicità (famoso per i peti che nel film "Squadra Antitruffa" gli guadagnarono il soprannome di "venticello"), sulla mimica facciale e sull'utilizzo dell'onomatopea (famoso il suo Tze!) e del dialetto romanesco, recitando prevalentemente in B-movie e con registi quali Pier Francesco Pingitore e Mario Castellacci. Una parte la sua quindi secondaria dello spettacolo cinematografico eppure rimasta nella memoria del pubblico a cui ha dato occasioni di divertimento e di grasse risate.

### Luigi Schroeder
Gigi Reder - pseudonimo di Luigi Schroeder - (Napoli, 25 marzo 1928 – Roma, 8 ottobre 1998) è stato una spalla e caratterista di primo piano. Nella sua carriera quasi cinquantennale partecipa a circa sessanta film, spesso con interpretazioni di notevole spessore (vanno ricordate le partecipazioni a film di Fellini, Germi, Bevilacqua e Comencini). Reder diviene famoso grazie all'azzeccato personaggio del geometra Filini nella saga del ragionier Fantozzi al fianco di Paolo Villaggio, creando col comico genovese un sodalizio artistico che porterà a 14 film di successo e segnando un'indelebile traccia nella comicità nostrana. Col suo personaggio, un sottomesso e quasi cieco impiegato che per la sua menomazione causa catastrofi globali, Reder ci regala momenti di simpatia, di tenerezza e gag esilaranti.

## Nel XXI secolo

### Serena Dandini
Serena Dandini viene menzionata soprattutto come autrice e conduttrice di fortunate trasmissioni come La TV delle ragazze, Avanzi,  Pippo Chennedy Show, L'ottavo nano, Parla con me, Gli stati generali. In tutte queste trasmissioni, da conduttrice è di fatto un'apprezzatissima spalla comica di tutti gli attori che intervengono in quel momento sul palco.